# Chromis

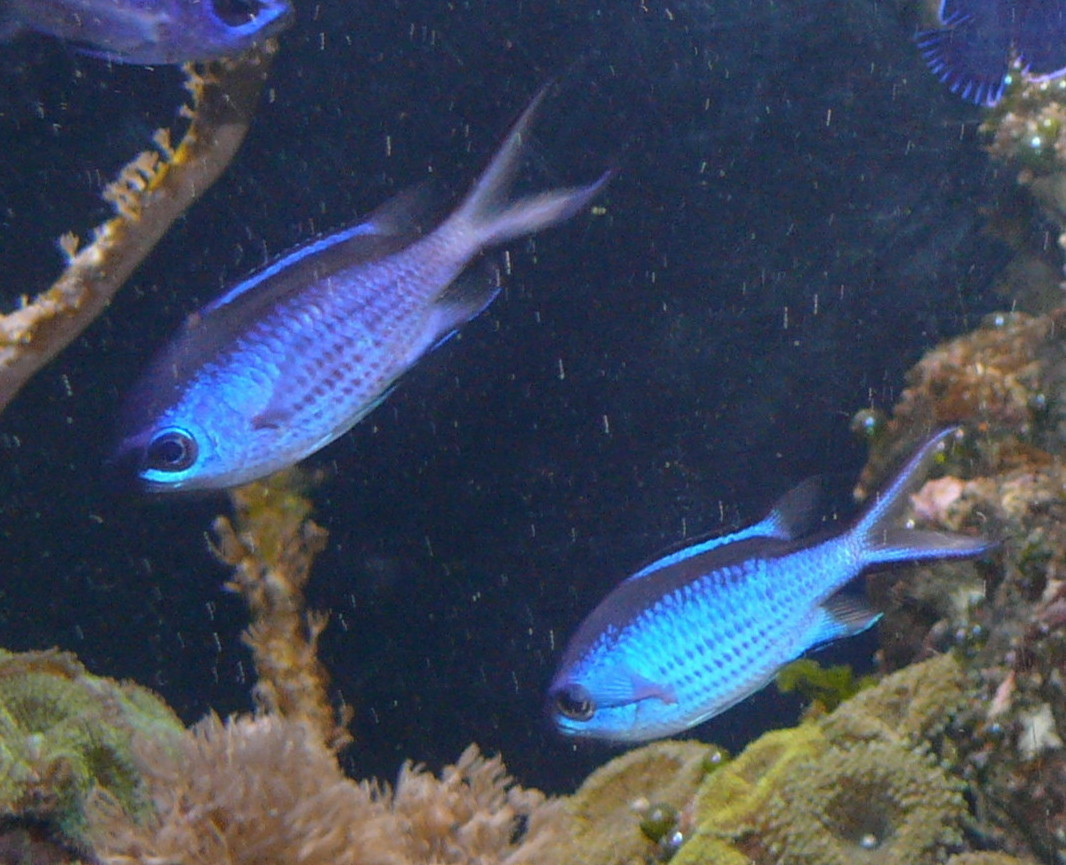
Chromis cyanea

Chromis dimidiata

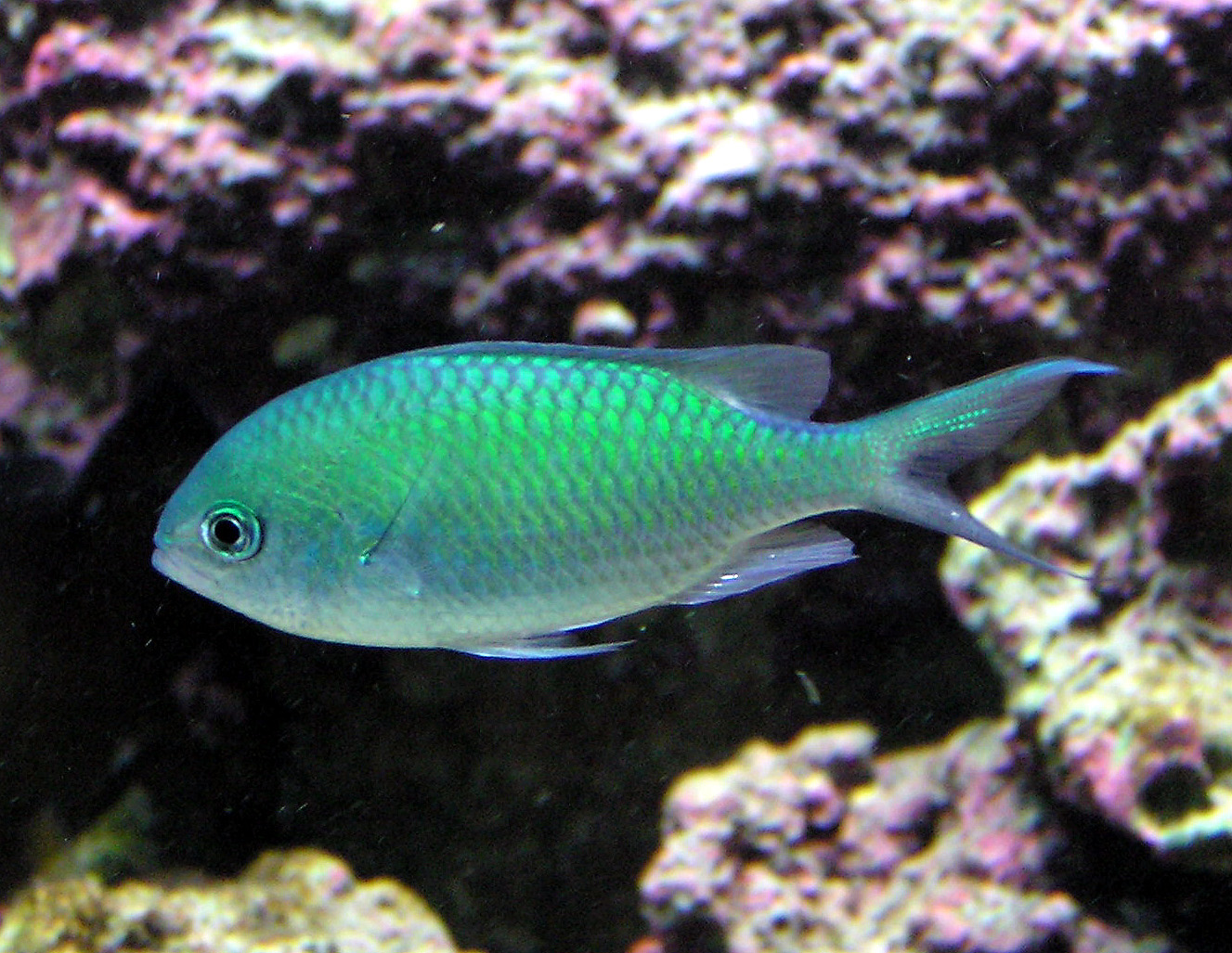
Chromis viridis

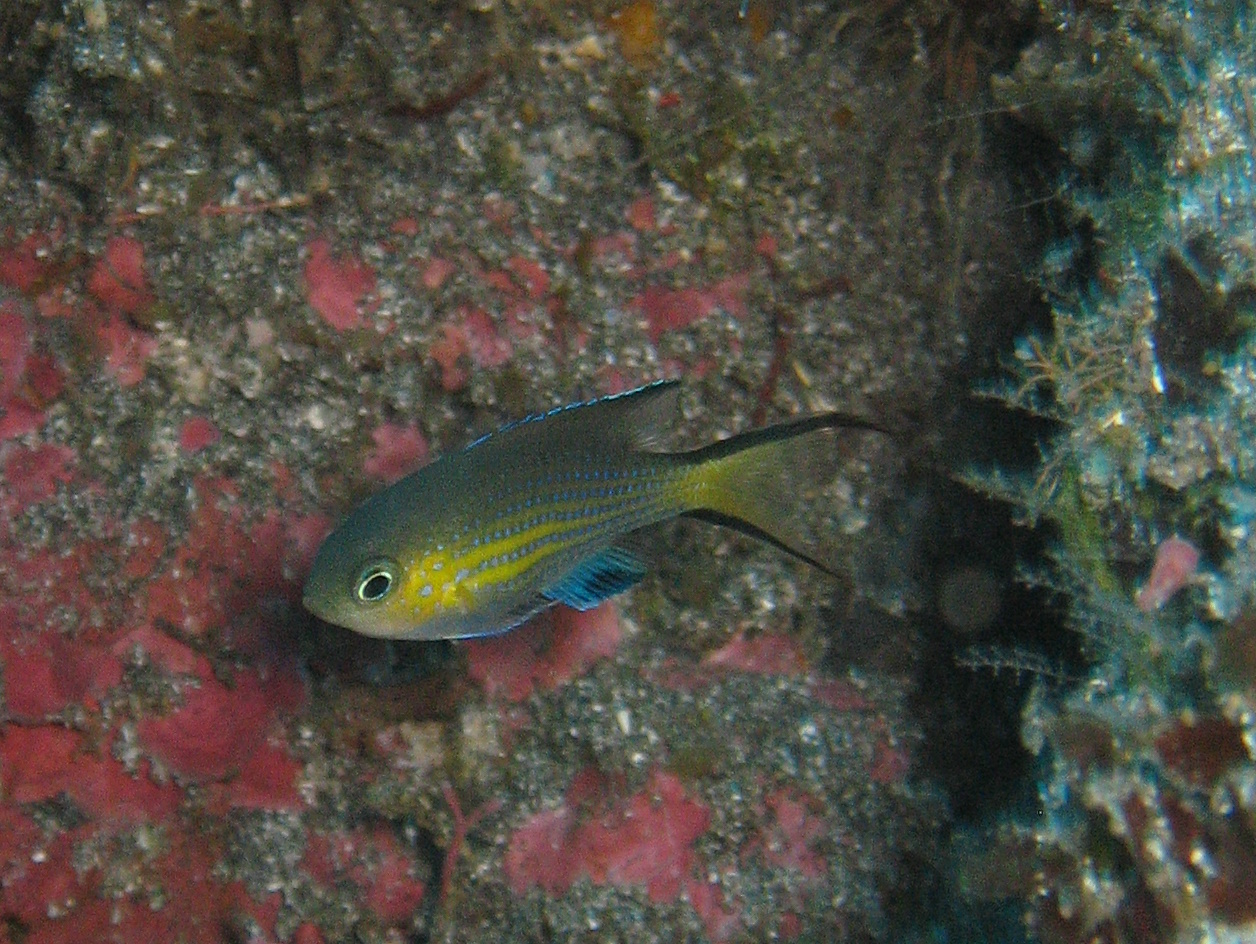
Chromis nigrura

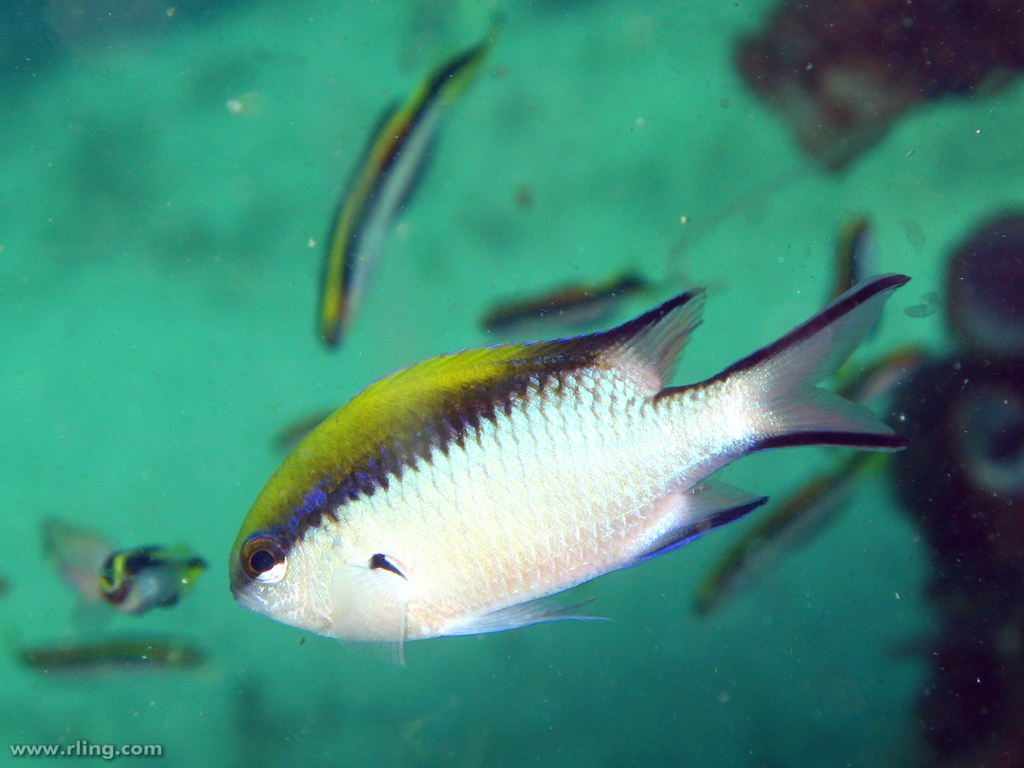
Chromis nitida

Chromis è un genere di pesci ossei marini appartenenti alla famiglia Pomacentridae.

## Distribuzione e habitat
Le specie del genere sono diffuse in tutti i mari e gli oceani tropicali e subtropicali. Nel mar Mediterraneo è comune Chromis chromis nota in italiano come castagnola o guarracino.
Vivono in acque basse molto vicino alla costa, in genere nei pressi di fondi duri. Sono tra i più comuni e caratteristici abitanti delle barriere coralline.

## Biologia
Di solito sono gregari e formano banchi sparsi sopra le formazioni corallini o i fondi duri. Spesso la colorazione del giovane e dell'adulto sono molto diverse: nel mediterraneo Ch. chromis la fase giovanile è caratterizzata da una larga fascia longitudinale di colore blu elettrico su fondo nero, l'adulto invece è brunastro.

## Specie
- Chromis abrupta
- Chromis abyssicola
- Chromis abyssus
- Chromis acares
- Chromis agilis
- Chromis albicauda
- Chromis albomaculata
- Chromis alleni
- Chromis alpha
- Chromis alta
- Chromis amboinensis
- Chromis analis
- Chromis athena
- Chromis atrilobata
- Chromis atripectoralis
- Chromis atripes
- Chromis axillaris
- Chromis bami
- Chromis brevirostris
- Chromis cadenati
- Chromis caerulea
- Chromis caudalis
- Chromis chromis
- Chromis chrysura
- Chromis cinerascens
- Chromis circumaurea
- Chromis crusma
- Chromis cyanea
- Chromis dasygenys
- Chromis degruyi
- Chromis delta
- Chromis dimidiata
- Chromis dispilus
- Chromis durvillei
- Chromis earina
- Chromis elerae
- Chromis enchrysura
- Chromis fatuhivae
- Chromis flavapicis
- Chromis flavaxilla
- Chromis flavicauda
- Chromis flavipectoralis
- Chromis flavomaculata
- Chromis fumea
- Chromis hanui
- Chromis hypsilepis
- Chromis insolata
- Chromis intercrusma
- Chromis iomelas
- Chromis jubauna
- Chromis klunzingeri
- Chromis lepidolepis
- Chromis leucura
- Chromis limbata
- Chromis limbaughi
- Chromis lineata
- Chromis lubbocki
- Chromis margaritifer
- Chromis megalopsis
- Chromis meridiana
- Chromis mirationis
- Chromis monochroma
- Chromis multilineata
- Chromis nigroanalis
- Chromis nigrura
- Chromis nitida
- Chromis notata
- Chromis okamurai
- Chromis onumai
- Chromis opercularis
- Chromis ovalis
- Chromis ovatiformis
- Chromis pamae
- Chromis pelloura
- Chromis pembae
- Chromis planesi
- Chromis punctipinnis
- Chromis pura
- Chromis randalli
- Chromis retrofasciata
- Chromis sanctaehelenae
- Chromis scotochiloptera
- Chromis scotti
- Chromis struhsakeri
- Chromis ternatensis
- Chromis trialpha
- Chromis unipa
- Chromis vanderbilti
- Chromis verater
- Chromis viridis
- Chromis weberi
- Chromis westaustralis
- Chromis woodsi
- Chromis xanthochira
- Chromis xanthopterygia
- Chromis xanthura
- Chromis xouthos
- Chromis xutha

## Acquariofilia
Alcune specie sono comuni ospiti degli acquari marini.